# Ъ (слово ћирилице)
Слово Ъ је слово старословенске ћириличног писма. Оно је познато као тврди знак у модерном руском и русинском писму, као ер голјам (ер голям – „велико ер”) у бугарском писму, и као дебело јер (дебело їер) у пререформској српској ортографији.
Оригинално слово ћирилице у српском језику је означавало тврди полуглас. У српској средњовековној ћирилици је, због изједначавања два полугласа у српском језику, за нови полуглас средњега реда уопштено танко јер, које се користи у босанско-хумској и рашкој правописној школи, а пише се по етимолошком правопису и у позицијама где се полуглас изгубио. Дебело јер уводи поново ресавска правописна школа, с тенденцијом да се њиме означи вештачки изговор некадашњег слабог полугласа. У послересавском периоду немају га сви рукописи и штампане књиге. Са прихватањем рускословенског језика усваја се и дебело јер као рускословенска графијска особина, слово се користи и у делима писаним славеносрпским језиком, али и код писаца предвуковског периода који су се залагали за књижевни језик на народној основи.
Реформишући рускословенску црквену ћирилицу, Сава Мркаљ је искључио из азбуке и дебело јер, будући да није имало гласовну вредност, a Мркаљева реформа била је основа правописне реформе Вука Стефановића Караџића.